# Altern-8
Altern-8 (ook wel: Altern 8 of Altern8) was een Brits housemuziekduo, bestaande uit de producers Mark Archer en Chris Peat, dat begin jaren 90 van de twintigste eeuw met snelle beats en diepe bassen furore maakte in de ondergrondse rave-scene. De leden van Altern-8 voorzagen hun liveoptredens altijd van theatrale effecten, zoals het dragen van uniformen voor chemische oorlogsvoering en gasmaskers. Altern-8 stond onder contract bij het platenlabel Network Records.
De samenwerking tussen Mark Archer en Chris Peat ontstond in 1989, het laatste jaar van de Second Summer of Love, toen housemuziek definitief Europa veroverde en in Engeland massale free parties (feesten buiten de reguliere clubs die raves werden genoemd) en grootschalig gebruik van drugs als ecstasy en lsd populair werden. Aanvankelijk vorme" Mark Archer samen met Dean Meredith de groep Bizarre inc., waarmee ze het album Technological uitbrachten. Ook startten ze samen met plaatsgenoten Chris Peat en Andrew Meecham het project Rhythm Mode:D, waarvan het album So damn tough verscheen. Na onenigheid tussen Archer en Meredith werd Archer Bizarre inc. uitgewerkt, waarna Meredith samen met Meecham verderging. Archer ging met Peat verder en startte een futuristisch technoproject, Nexus 21, toen zij besloten om zich toe te leggen op breakbeat-hardcore. Daarom richtten de twee jongemannen uit Stafford in 1990 Altern-8 op.
Archer en Peat zijn voor wat betreft hun muziek beïnvloed door Kraftwerk, acid house uit Chicago, zoals Phuture, en producers van Detroit-techno, zoals Derrick May, Juan Atkins en Kevin Saundersen. Met hun mix van geluiden uit de Roland TB-303, 808 en 909, breakbeats en samples creëerden zij vervolgens een geheel eigen sound, die de wereld van de housemuziek danig zou veranderen. Altern-8 heeft, door een zwaar gebruik van bassen en veel volume, de ravemuziek harder gemaakt en aan de wieg gestaan van stijlen als jungle en drum and bass.
De eerste ep van Altern-8, Overload, werd in 1990 uitgebracht. Een bekend muzieknummer daarvan is Move My Body. Daarna volgden in 1991 bekende singles als Activ 8 (Come With Me), Frequency/Give It to Baby, Infiltrate 202 en The Vertigo EP. In 1992 zagen maxisingles als Brutal-8-E en Evapor 8 het levenslicht, waarna het album Full On .. Mask Hysteria volgde. Voor de Amerikaanse groep Inner City maken ze in 1992 het nummer Let It Reign. Na het verschijnen van Everybody ging het duo in 1993 vanwege financiële problemen uit elkaar.
Archer ging daarna verder met allerlei soloprojecten. Ook werkt hij met regelmaat samen met producer Danny Taurus. In 1994 heeft dat tweetal een clubhit met de houseplaat The Bells of N.Y. van het project Slo Moshun. Tegenwoordig houdt Archer zich vooral bezig met dj'en. Peat heeft de muziekindustrie verlaten en is softwareontwikkelaar geworden. Archer vormde in 2011 met Eamon Downes van Liquid, de kortstondige supergroep Liquid-8. Hiermee maakten ze de klassiek klinkende ravesingles The One (2011) en Colourblind (2012). 
In 2013 stond het nummer Activ 8 ineens weer in de schijnwerpers. Het nummer was uitgekozen voor een Facebookcampagne die als protest wordt gestart tegen het programma X-Factor, waarvan de winnaar jaarlijks de nummer 1-positie in de hitlijst lijkt te krijgen. De campagne wordt jaarlijks opgezet om het X-Factornummer van de nummer 1 te houden. In 2013 werd daarvoor Activ 8 uitgekozen. Archer en Peat waren verrast en werkten mee om het nummer weer opnieuw uit te brengen. Uiteindelijk kwam Activ 8 tot nummer 33.

## Trivia
- Het nummer Infiltrate 202 werd in 2005 de basis voor een hit door een bewerking door Tiga, die er You gonna want me van maakte. In 1998 werd het nummer ook al gesampled door de Freestylers voor het nummer Don't Stop.
- De gasmaskers worden geïntroduceerd om te zorgen dat Altern-8 niet herkend wordt als Nexus 21. Oorspronkelijk was Nexus 21 bedoeld als hun hoofdact.

## Discografie

### Albums
- Full On ,.. Mask Hysteria 1992

### Singles
- Overload EP 1990
- Activ-8 1991
- Vertigo EP 1991
- Frequency/Give it to me baby 1991
- Brutal-8-E 1992
- E-Vapor-8 1992
- Shame 1992
- Hypnotic St8 1992
- Infiltr8 America EP 1992
- Everybody 1993